# Ferran (nom)
Ferran és un prenom masculí català d'origen germànic

## Etimologia
Ferran és un nom germànic compost pels elements frith "protecció", frið "pau" (PIE pri estimar, fer pau) o alternativament farð "viatge, viatge", proto-germànic * farthi, substantiu abstracte de l'arrel * far- "tarifar, viatjar" (PIE par "dirigir, passar per sobre"), i Nanth "coratge" o nand "llest, preparat" relacionat amb l'antic alemany alt nendan "arriscar, aventurar-se".

## Difusió
El nom es va adoptar en llengües romàniques a partir del seu ús al Regne Visigòtic. Es reconstrueix com a Ferdinanths gòtics o Frithunanths. Es va popularitzar a Europa de parla alemanya només a partir del segle xvi, amb el domini dels Habsburg sobre Espanya. Les variants del nom inclouen Fernán, Fernando, Hernando i Hernán en castellà, Ferran en català i Fernando i Fernão en portuguès. Les formes franceses són Ferrand, Fernand i Fernandel, i es tracta de Ferdinando i Fernando en italià. En hongarès tant Ferdinánd com Nándor s'utilitzen per igual.
Hi ha nombroses formes curtes en moltes llengües, com el finès Veeti.
Hi ha una forma femenina espanyola, portuguesa i italiana, Fernanda.

### Variants en altres llengües
| Variants en altres llengües | Variants en altres llengües            |
| --------------------------- | -------------------------------------- |
| Català                      | Ferran                                 |
| Alemany                     | Ferdinand                              |
| Anglès                      | Ferdinand                              |
| Aragonès                    | Ferrando                               |
| Àrab                        | فرديناند (fyrdinand)                   |
| Basc                        | Perdiñanda, Perrando, Errando, Erlantz |
| Castellà                    | Fernando, Fernán, Hernando, Hernán     |
| Mandarí                     | 费尔南多                               |
| Cors                        | Ferdinandu                             |
| Croat                       | Ferdinand                              |
| Danès                       | Ferdinand                              |
| Eslovac                     | Ferdinand                              |
| Eslovè                      | Ferdinand                              |
| Esperanto                   | Ferdinando                             |
| Finès                       | Ferdinand, Veeti                       |
| Francès                     | Ferdinand, Fernand                     |
| Gallec                      | Fernán                                 |
| Grec                        | Φερδινάνδος (Ferdinàndos)              |
| Hawaià                      | Pelinanako                             |
| Hongarès                    | Ferdinánd, Nándor                      |
| Italià                      | Ferdinando, Ferrante, Ernando          |
| Japonès                     | フェルナンド (Ferunando)               |
| Llatí                       | Ferdinandus                            |
| Letó                        | Ferdinands                             |
| Lituà                       | Ferdinandas                            |
| Neerlandès                  | Ferdinand                              |
| Noruec                      | Ferdinand                              |
| Polonès                     | Ferdynand                              |
| Portuguès                   | Fernando, Fernão, Fernandinho          |
| Romanès                     | Ferdinand                              |
| Rus                         | Фэрран (Ferran)                        |
| Rus                         | Фердинанд (Ferdinand)                  |
| Sard                        | Ferdinandu                             |
| Serbi                       | Фердинанд (Ferdinand)                  |
| Suec                        | Ferdinand                              |
| Txec                        | Ferdinand                              |

## Festes onomàstiques
- Sant Ferran, 30 de maig.
- Sant Ferran d'Aragó, 27 de juny
- Beat Ferran Maria Baccilieri, 13 de juliol.
- Sant Ferran d'Alala, beat màrtir, 1 de juny.[cal citació]

## Popularitat del nom
Actualment hi ha 15.541 persones que es diuen Ferran a tot el món. 10.232 dels quals estan a Catalunya, sent el 135è més comú.

## Biografies
- Nobles:
  - Nobles hispànics:
    - Ferran I de Castella dit el Magne (1016 - Lleó, 1065), rei de Castella (1035-65) i de Lleó (1037-65)
    - Ferran III de Castella el Sant o Sant Ferran (Zamora, 1199 - Sevilla, 1252), Rei de Castella (1217-52)
    - Ferran IV de Castella dit l'Emplaçat (Sevilla, 1285 - Jaén, 1312), rei de Castella i rei de Lleó (1295-12)
    - Infant Ferran d'Aragó (1248 - 1251), fill de Jaume I i de Violant d'Hongria
    - Ferran el Catòlic (Sos del Rey Católico, 1452 - Madrigalejo, 1516), rei d'Aragó, València, comte Barcelona, III de Sicília, V de Castella i I de Navarra
    - Ferran VI d'Espanya (Madrid, 1713 - Villaviciosa de Odón, 1759), príncep d'Astúries (1724-46) i rei d'Espanya (1746-59)
    - Ferran VII d'Espanya "el Deseado" (L'Escorial, 1784 - Madrid, 1833), príncep d'Astúries (1788-1808) i rei d'Espanya
    - Ferran d'Antequera (Medina del Campo, 1380 - Igualada, 1416), infant de Castella i rei de la Corona d'Aragó
    - Ferran d'Aragó i de Castella (1329 - Borriana, 1363), príncep d'Aragó i marquès de Tortosa
    - Ferran de Mallorca (Perpinyà, c 1278 - Clarença, Grècia, 1316), infant de Mallorca
    - Ferran II de Lleó (1137 - Benavent, 1188), rei de Lleó (1157-88), fill del rei Alfons VII de Castella
    - Ferran de Sanseverí d'Aragó (1507 - 1568), noble italià
    - Ferran González (Castell de Lara, ? - Burgos, 970), comte de Castella (931-44) i (945-70)
    - Ferran Sanxis de Castre (1240 - Pomar, Aragó, 1275), primer Baró de Castre (1250-75)
    - Ferran II de Ribagorça (1546 - 1592), comte de Ribagorça i V duc de Vilafermosa (1581-92)
    - Ferran de la Cerda (1255 - Ciudad Real, 1275), infant de Castella, fill del rei Alfons X el Savi
    - Ferran de Mallorca (vescomte d'Omelàs) (1316 - 1342), baró d'Omelàs i senyor del Vernet, territoris del Regne de Mallorca
    - Ferrando Eximénez d'Arenós o Ferran Eiximenis d'Arenós (s. XIII - XIV), noble valencià del llinatge aragonès dels Arenós
    - Ferran I Joan Ramon Folc de Cardona (1469 - Barcelona, 1543), noble català
    - Ferran de Borbó i de Bragança (Madrid, 1824 - Brunse, 1861), germà petit del pretendent carlí Carles VI
    - Ferran de Portugal i d'Aragó (Almeirim, 1433 - Setúbal, 1470), noble portuguès
    - Ferran I de Portugal dit el Bell o l'Inconscient (Coïmbra, 1345 - Lisboa, 1383), rei de Portugal (1367-83)
    - Ferran de Portugal (1186 - 1233) fill de Sanç I de Portugal, comte de Flandes i d'Hainaut

  - Nobles italians:
    - Ferran I de Mèdici o Ferran I de Toscana (Florència, 1549 - 1609), membre de la família Mèdici
    - Ferran II de Mèdici o Ferran II de Toscana (Florència, 1610 - 1670), Gran Duc de Toscana
    - Ferran de Mèdici, Ferran III de Mèdici, el Gran Príncep (Florència, 1663 - 1713)
    - Ferran III de Toscana (Florència, 1773 - 1824), Gran duc de Toscana (1790-1824)
    - Ferran IV de Toscana, net de Ferran III de Toscana i de la princesa Lluïsa de Borbó-Dues Sicílies
    - Ferran I de Nàpols (1423 - Nàpols, 1494), rei de Nàpols (1458-94), fill d'Alfons V d'Aragó
    - Ferran II de Nàpols (1469 - 1496), rei de Nàpols (1495 -1496)
    - Ferran d'Aragó, duc de Calàbria (Àndria, Pulla, 1488 - València, 1550), aristòcrata
    - Ferran Appiani d'Aragona (Valle, 1492 - Florència, 1559), noble italià
    - Ferran de Savoia-Gènova, duc de Gènova (Florència, 1822 - Torí, 1855), príncep de la Casa de Savoia
    - Ferran I de Parma (Parma, 1751 - Fontevivo, 1802), noble italià
    - Ferran de Cardona-Anglesola i de Requesens (Nàpols?, 1522 - ?, 1571), segon duc de Somma i gran almirall de Nàpols
    - Ferran de Borbó-Dues Sicílies, duc de Calàbria (1869 - 1960) i duc de Castro (1926)
    - Ferran de Borbó-Dues Sicílies (duc de Calàbria) (Roma, 1869 - Lindau, 1960), duc de Calàbria, príncep de les Dues Sicílies
    - Ferran de Borbó-Dues Sicílies (duc de Castro) (Podzamcze, Polònia, 1926 - Nàpols, 2008), pretendent al tron de les Dues Sicílies
    - Ferran I de les Dues Sicílies, III de Sicília i IV de Nàpols (Nàpols, 1751 - 1824), noble napolità
    - Ferran II de les Dues Sicílies (Palerm, 1810 - Nàpols, 1859), rei de les Dues Sicílies

  - Nobles centreeuropeus:
    - Ferran I del Sacre Imperi Romanogermànic, (Alcalà d'Henares, 1503 - Viena, 1564), emperador del Sacre Imperi Romanogermànic
    - Ferran II del Sacre Imperi Romanogermànic (Graz, 1578 - Viena, 1637), emperador del Sacre Imperi Romanogermànic
    - Ferran III del Sacre Imperi Romanogermànic (Graz, 1608 - Viena, 1657), emperador del Sacre Imperi Romanogermànic, arxiduc d'Àustria
    - Ferran Carles d'Àustria-Este (Mòdena, 1821 - Brno, 1849), arxiduc d'Àustria
    - Ferran I d'Àustria, V de Bohèmia i V d'Hongria (Viena, 1793 - Praga, 1875, Imperi austríac), emperador d'Àustria (1835-48)
    - Ferran d'Àustria-Este o Ferran III de Mòdena (Viena, 1754 - Imperi austríac, 1806), noble austríac
    - Carles Ferran d'Àustria (Viena 1818 - Groß-Seelowitz, 1874), arxiduc d'Àustria i príncep d'Hongria
    - Francesc Ferran d'Àustria (Graz, 1863 - Sarajevo, 1914), arxiduc d'Àustria, príncep d'Hongria i de Bohèmia
    - Ferran de Saxònia-Coburg Gotha o Ferran II de Portugal (Coburg, 1819 - Lisboa, 1885), rei de Portugal
    - Ferran I Maria de Baviera (Múnic, 1636 - Palau de Schleissheim, 1679), elector de Baviera (1654-79)
    - Josep Ferran de Baviera, príncep de Baviera (Múnic, 1692 - 1699), príncep de Baviera de la Casa de Wittelsbach
    - Ferran I de Bulgària (Viena, 1861 - Coburg, 1948), príncep de Saxònia-Coburg Gotha i duc a Saxònia
    - Ferran IV d'Hongria (Viena, 1633 - 1654), arxiduc d'Àustria, rei dels Romans, rei d'Hongria i rei de Bohèmia
    - Ferran I de Romania (Sigmaringen, 1865 - Bucarest, 1927), II rei de Romania de la casa dels Hohenzollern-Sigmaringen
    - Lluís Ferran de Prússia (cap de la casa reial de Prússia) (Potsdam, 1907 - Bremen, 1994), cap de la casa reial de Prússia
    - Carles Ferran de França (Versalles, 1778 - París, 1820), duc de Berry i príncep de França
    - Ferran Felip d'Orleans (Palerm, 1810 - París, 1842), duc d'Orleans i príncep de la casa dels Orleans
- Prenom:
  - Ferran Acuña (Elx, c 1690 - Xàtiva, ?), organista valencià
  - Ferran Adrià Acosta (1962, l'Hospitalet de Llobregat), cuiner català
  - Ferran Agulló i Vidal (Sant Feliu de Guíxols, 1863 - Santa Coloma de Farners, 1933), advocat, escriptor, poeta, gastrònom i polític catalanista
  - Ferran Alsina i Parellada (Barcelona, 1861 - 1907), industrial i economista català
  - Ferran d'Aragó (abat de Mont Aragón) (? - 1248), tercer fill del rei Alfons II d'Aragó, abat de Mont Aragón
  - Ferran Arasa i Subirats (Tortosa, 1905 - Barcelona, 1992), pintor paisatgista català
  - Ferran Basili de Rocabertí-Boixadors i Chaves (v 1745 - Viena, 1805), noble català
  - Ferran Blanch i Arché (Tortellà, 1904 - Barcelona, 1967) compositor i intèrpret de tible
  - Ferran Bono Ara (València, 1969), periodista, filòleg i polític valencià
  - Ferran Cabrera i Cantó (Alcoi, 1866 – 1937), pintor i escultor valencià
  - Ferran Carballido i Enrich (Barcelona, 1983), intèrpret de flabiol i compositor de sardanes
  - Ferran Casablancas i Planell (Sabadell, 1874 - Barcelona, 1960), empresari català
  - Ferran Castillo (Barcelona, segle XV), músic o tractadista musical català
  - Ferran Cels (? - Sant Cugat del Vallès, 1925), arquitecte modernista català
  - Ferran Corominas Telechea (Banyoles, 1983), jugador de futbol català
  - Ferran Cremades i Arlandis (València, 1950), novel·lista valencià
  - Ferran Cuito i Canals (Barcelona, 1898 - 1973), enginyer industrial i polític català
  - Ferran Díaz-Plaja i Contestí (Barcelona, 1918), escriptor i historiador català
  - Ferran Garcia-Oliver (Beniopa, 1957), historiador valencià
  - Ferran García Sevilla, (Palma, 1949), artista mallorquí vinculat inicialment a la teoria i la crítica d'art
  - Ferran Giner i Gil (Alboraia, 1964) futbolista valencià
  - Jeroni Ferran Granell i Manresa (Barcelona, 1867 - 1931), arquitecte modernista
  - Ferran Jaumeandreu i Obradors (Barcelona, 1896 - 1945), compositor musical
  - Ferran Laviña de la Villa (Barcelona, 1977), jugador de bàsquet català
  - Ferran de Lloaces i Peres (Oriola, Regne de València, 1498 - València, 1568), religiós valencià
  - Ferran Marín i Ramos (Tarragona, 1974), escriptor català en aragonès, castellà i català i diplomat en treball social
  - Ferrand Martínez, canonge de Toledo i secretari de la cancelleria d'Alfons X el Savi
  - Ferran Martínez Castellano (València, 1942), polític valencià
  - Ferran Martínez i Garriga (Barcelona, 1968), jugador de bàsquet català
  - Ferran Mascarell i Canalda (Sant Just Desvern, 1951), historiador i polític català
  - Ferran Monegal, periodista i presentador de televisió català
  - Ferran Morell Brotard (Palma, 1944), metge mallorquí especialitzat en pneumologia
  - Ferran Olivella i Pons, futbolista català de la dècada de 1960
  - Ferran Palau i Martí, matemàtic i lingüista català
  - Ferran Perelló Santandreu (Palma, 1932), economista i diplomàtic mallorquí
  - Ferran Perpinyà i Pujol (Banyoles, 1856 - Barcelona, 1933), exportador de cuirs
  - Ferran Planes i Vilella (Bagà, 1914 - Barcelona, 1985), escriptor d'ideologia republicana i catalanista
  - Ferran Pont i Puntigam (Terrassa, 1936), polític català i llicenciat en enginyeria industrial
  - Ferran Pujalte, diversos personatges
  - Ferran Romeu i Ribot (Barcelona, 1862 - 1943), arquitecte modernista i urbanista català
  - Ferran Sáez Mateu (La Granja d'Escarp, 1964), escriptor, periodista i filòsof especialista en Montaigne
  - Ferran de Segarra (Barcelona, 1855 - 1931), historiador
  - Ferran Soldevila i Zubiburu (Barcelona, 1894 - 1971), historiador català, germà de l'escriptor Carles Soldevila
  - Ferran Sor i Muntades (Barcelona, 1778 – París, 1839), guitarrista i compositor català
  - Ferran Soriano (Barcelona, 1967), empresari i consultor d'empreses
  - Ferran Torrent i Llorca (Sedaví, País Valencià, 1951), escriptor i periodista
  - Ferran Valls i Taberner (Barcelona, 1888 - 1942), advocat, polític i historiador medievalista català
  - Ferran Velazco i Querol (Barcelona, 1976), jugador de rugbi català
  - Ferran Viader i Gustà (Parets d'Empordà, 1916 - Girona, 2006), llicenciat en dret, genealogista, heraldista i historiador
  - Ferran Zulueta i Giberga (Barcelona, 1889 - Torreón, Mèxic, 1961), agricultor i polític català
- Cognom:
  - Antoni Ferran i Satayol (Barcelona, 1786 - 1858), pintor català
  - Antoni Francesc Josep Jorba i Ferran (1743 - 1825), colon català de Califòrnia
  - Gerardo Díaz Ferrán (Madrid, 1942), empresari espanyol llicenciat en enginyeria industrial
  - Jaume Ferran i Clua (Corbera d'Ebre, 1851 - Barcelona, 1929), metge
  - Jaume Ferran (Cervera, 1928), poeta català que escriu en castellà
  - Joan Ferran i Serafini (Barcelona, 1951), polític català
  - Jordi Ferran (1960), cantant de Sabadell
  - Lluís Ferran de Pol (Arenys de Mar, 1911 - l'Hospitalet de Llobregat, 1995), escriptor català
  - Manuel Anglada i Ferran (Maçanet de la Selva, 1918 - Andorra la Vella, 1998), estudiós de la cultura andorrana
  - Pere-Enric de Ferran i de Rocabruna (Barcelona, 1875 – Brussel·les, 1919), compositor de música català
  - Pere Ribera i Ferran (Ulldecona, 1915 - Barcelona, 2009), pedagog català
  - Ramon Ferran i Pagès (Reus, 1927), escultor català